# Ron Arad (designer)

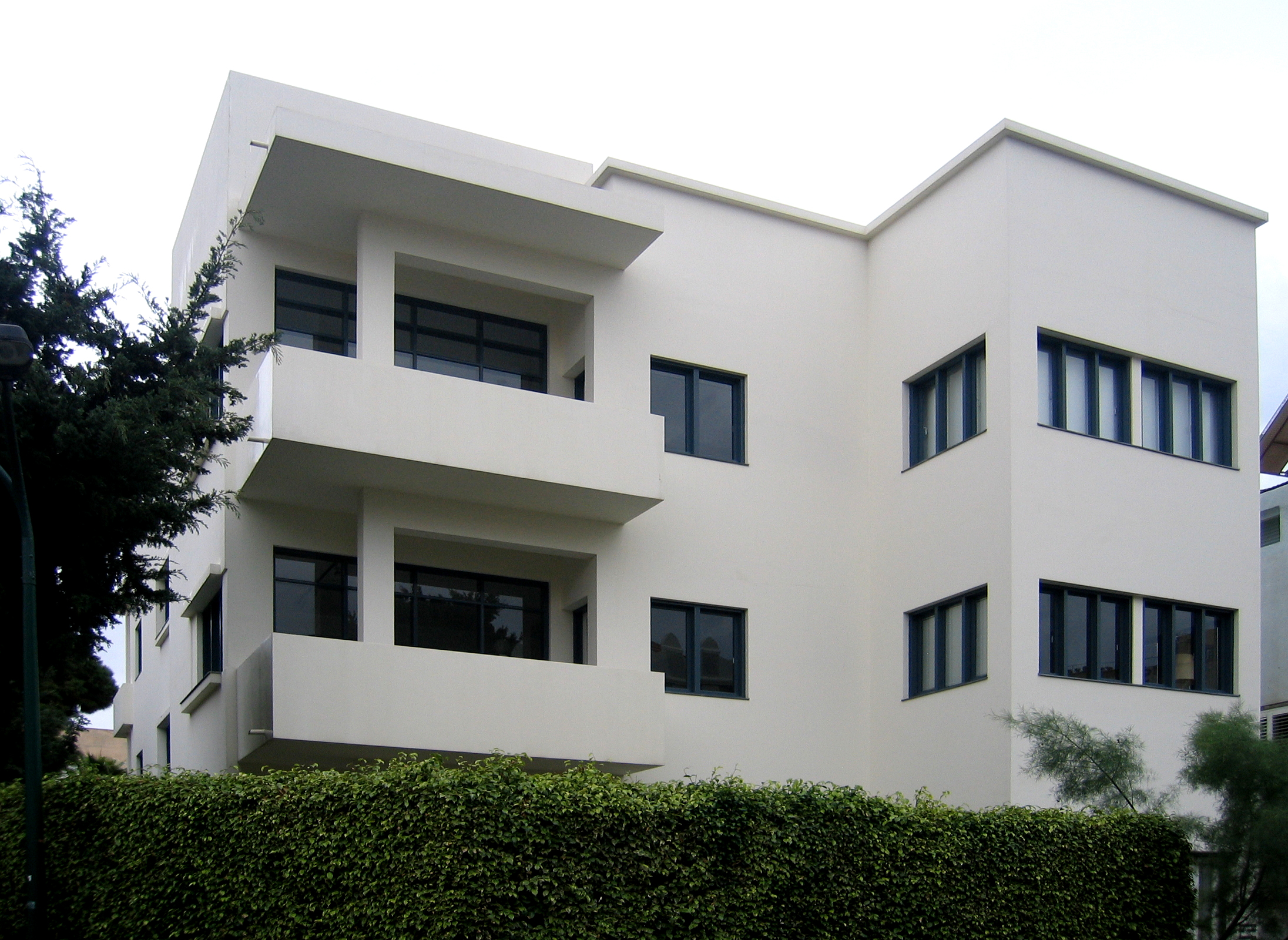
Museo Bauhaus - Tel Aviv.

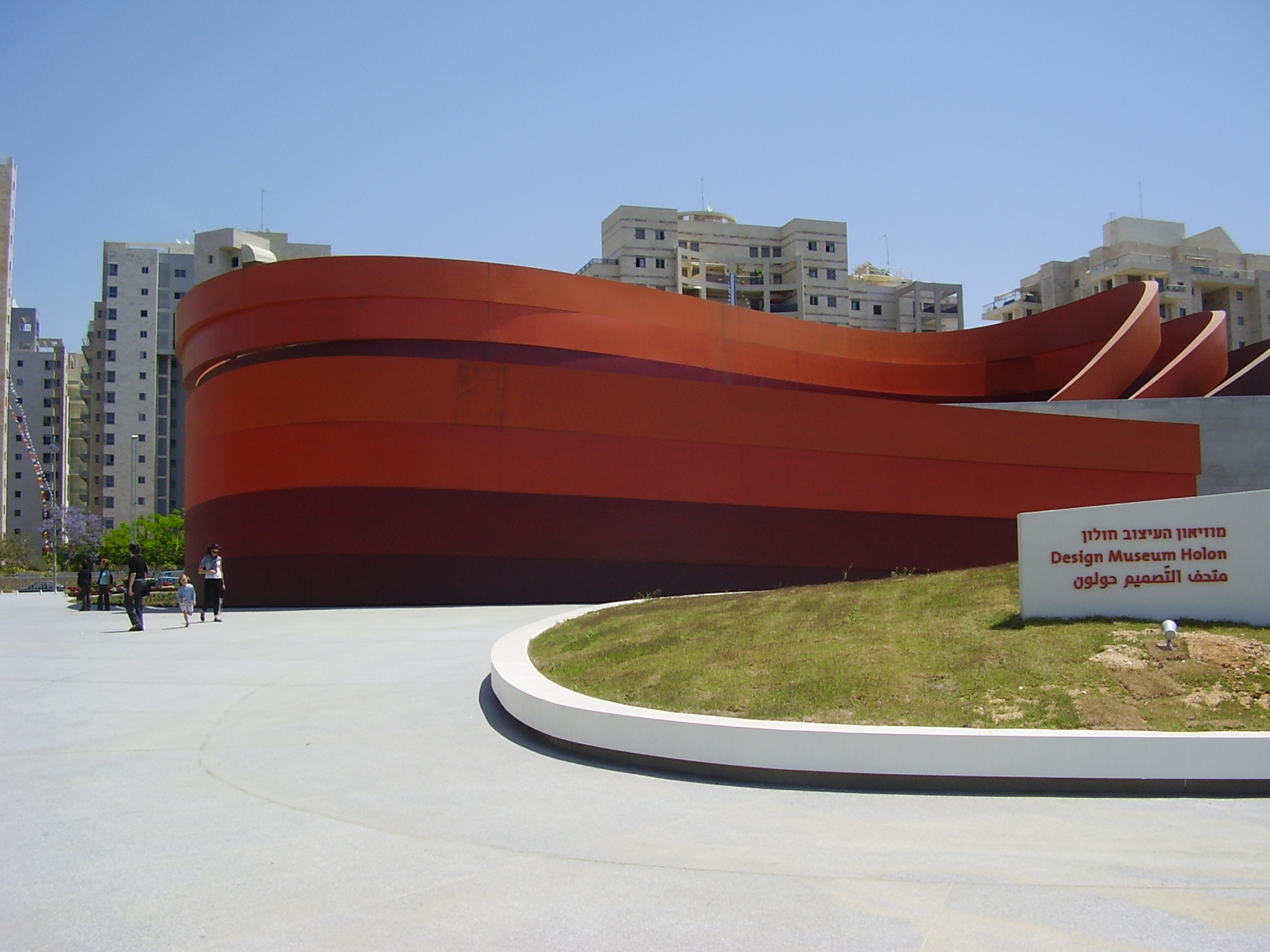
Museo del Design Holon.

Ron Arad RDI (in ebraico רון ארד‎?; Tel Aviv, 24 aprile 1951) è un designer e artista israeliano.

## Biografia
E' il secondo figlio di Grisha (1917-2014) e Esther Peretz-Arad (1921-2005), entrambi artisti. Il fratello maggiore Atar, di sei anni, è uno stimato violinista e musicologo.
Studiò alla Jerusalem Academy of Art dal 1971 al 1973, continuando gli studi all'Architectural Association di Londra. Nel 1981 fondò uno studio di design con il nome di One Off e in seguito quello di architettura e design Ron Arad Associates. Per One Off produce nel 1989 la little heavy chair, considerata una icona del design
La carriera di Arad come designer è iniziata con la Rover chair, una seduta in pelle proveniente da una Rover P6 montata su una struttura in acciaio. La sua successiva e instancabile sperimentazione delle possibilità dei materiali e della tecnologia, insieme alla sua radicale riconcezione della forma e della struttura degli oggetti grandi e piccoli, lo ha posto alla guida del design e dell'architettura contemporanea.
Ha progettato vari oggetti per Kartell, tra cui la libreria Bookworm (1997) e la sedia FPE e per Bonaldo, tra cui RON-ALDODOWN vincitore del premio iF Design Award 2003. È stato capo del dipartimento prodotti di design al Royal College of Art di Londra dal 1997 al 2009.
Nel 2008 la progettazione del Museo del Bauhaus di Tel Aviv.
Nel 2002 Ron Arad ha ricevuto il titolo di Royal Designer for Industry (RDI), in riconoscimento della sua "eccellenza sostenuta nel design estetico ed efficiente per l'industria", e nel 2011 ha ricevuto la medaglia per il design di Londra. È stato professore di Design alla Hochschule di Vienna dal 1994 al 1997 e successivamente professore di Design Prodotti al Royal College of Art di Londra fino al 2009, quando è stato nominato Professore Emerito. Nel 2013 è stato eletto accademico reale dalla Royal Academy of Art di Londra.
Ha disegnato assieme a Bruno Asa il Design Museum Holon che ha aperto nel 2010 a Holon (Israele).
Nel 2014 ha personalizzato la Fiat 500 che è stata presentata con il nome di 500 Ron Arad Edition ed è stata messa in produzione in serie limitata da novembre dello stesso anno.
Ron Arad ha vinto numerosi premi internazionali, è stato insignito di una laurea honoris causa presso l'Università di Tel Aviv ed è regolarmente e ampiamente pubblicato. Il suo lavoro è presente in decine di prestigiose collezioni pubbliche ed è stato ampiamente esposto in mostre record, tra cui al MoMA (NYC), al V&A (Londra) e al Centre Georges Pompidou (Parigi).
Ron Arad ha progettato per tutti i maggiori marchi internazionali di mobili e design, tra cui ZEUS, Vitra, Kartell, Moroso, Alessi, Driade, Cappellini, Cassina, WMF, Swarovski, Roca e Magis. Ha collaborato con una varietà di marchi di moda, tecnologia e lusso, tra cui Adidas, Nestle, Fiat, Samsung, LG, Bombay Sapphire, Hennessy, Ruinart, Kenzo e Le Coq Sportif, per citarne alcuni. Le sue opere d'arte pubbliche hanno adornato spazi pubblici a Londra, Tokyo, Seoul, Milano, Toronto, Tel Aviv e Singapore.